# Langdysse von Plejerup

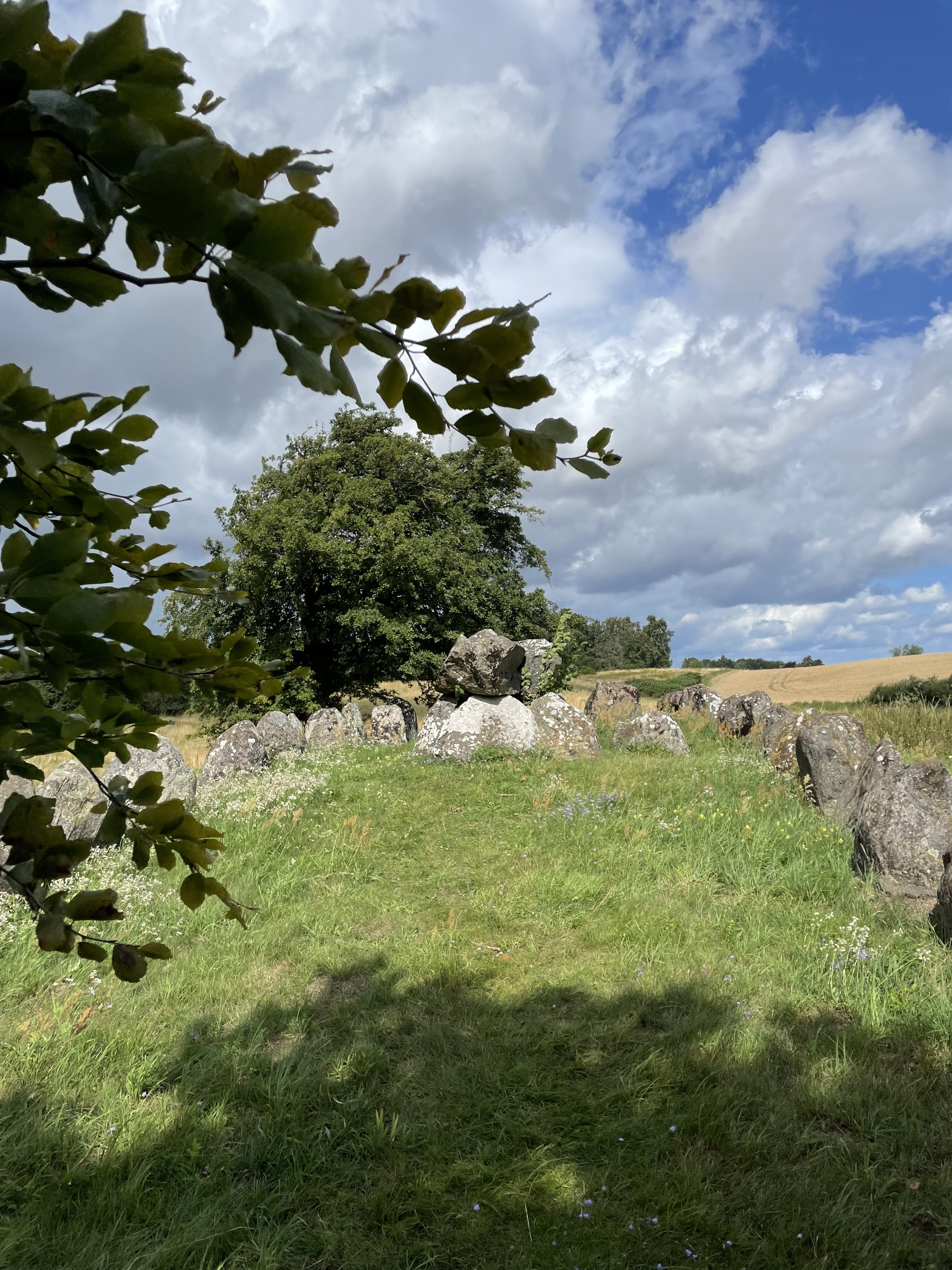
Langdysse (Juli 2021)

Der Langdysse von Plejerup befindet sich etwa 75 Meter von der Straße in einer hügeligen Landschaft östlich von Grevinge in der Odsherred Kommune bei Holbæk auf der Insel Seeland in Dänemark. Er stammt aus der Jungsteinzeit etwa 3500 bis 2800 v. Chr. und ist eine Megalithanlage der Trichterbecherkultur (TBK).
Der Langdysse ist eine nordwest-südost-orientierte Anlage mit einem etwa 26,0 × 10,0 m messenden, 0,5 m hohen, zum Teil stark bewachsenen Hünenbett. Es hat eine nahezu vollständige, aber nur stellenweise sichtbare Randsteineinfassung. Ein Stein an der Nordostecke ist zerbrochen.
Die etwa mittig liegende Kammer ist ein fünfeckiger Polygonaldolmen. Die Kammerinnenabmessungen betragen 1,9 × 1,7 m bei einer Höhe von 1,0 m. Im Nordosten liegt der schmale Zugang mit zwei Schwellensteinstücken.
In der Nähe liegen Hamlets Grab und die Megalithanlagen im Grevinge Skov.